# Arteméter/lumefantrina
Arteméter/lumefantrina, vendido sob o nome comercial Coartem, entre outros, é uma combinação de dois medicamentos: arteméter e lumefantrina. É utilizado no tratamento da malária causada por Plasmodium falciparum que não pode ser tratada com cloroquina. Normalmente, não é utilzado para prevenir a malária. A administração é feita por via oral.
Os efeitos secundários comuns incluem dores musculares e nas articulações, febre, perda de apetite e dor de cabeça. Os efeitos secundários graves incluem o prolongamento do intervalo QT. Embora não tenha sido extensivamente estudado, parece ser seguro para uso durante a gravidez. A dose não necessita de ser ajustada em pessoas com problemas ligeiros ou moderados nos rins ou no fígado..
A combinação começou a ser utilizada clinicamente em 1992. Ambos os compostos foram desenvolvidos na China.  Encontra-se na Lista de Medicamentos Essenciais da Organização Mundial de Saúde. Em 2014, o preço de venda por grosso nos países em desenvolvimento situava-se entre 0,10 e 1,2 dólares americanos por dia. Não está disponível como medicamento genérico e o tratamento custa entre US$ 100 e US$ 200 nos Estados Unidos.